# Daniel Vaca
Daniel Vaca (Santa Cruz de la Sierra, 3 novembre 1978) è un ex calciatore boliviano, di ruolo portiere.